# Barbara Krause
Barbara Krause (Berlin, 7. srpnja 1959.) je bivša istočnonjemačka plivačica.
Višestruka je olimpijska pobjednica u plivanju.
Godine 1988. primljena je u Kuću slavnih vodenih sportova.